# Željko Topalović (Sänger)
Željko „S.L. Coe“ Topalović (* vor 1988) ist ein Heavy-Metal-Sänger und -Produzent.

## Leben
Topalović gehörte Ende der 1980er Jahre zeitweilig der Dortmunder Band Angel Dust an, mit der er 1988 das Studioalbum To Dust You Will Decay veröffentlichte. 1989 sang er als Teil der nordrhein-westfälischen Power-Metal-Band Scanner deren zweites Album Terminal Earth ein. 1995 war er als Bandmitglied am dritten, mit Farewell to Reality betitelten Album der Augsburger Power- und Speed-Metal-Gruppe Reactor beteiligt. Im Jahr 2000 veröffentlichte er bei einem brasilianischen Musiklabel erstmals das Album Metal seiner eigenen Band C.O.E.
Darüber hinaus betätigte er sich mindestens in der ersten Hälfte der 1990er Jahre auch als Musikproduzent, beispielsweise für Wild Frontier (Rocktown City, 1990), Assorted Heap (The Experience of Horror, 1991), Torchure (The Essence, 1993) und Jimi Berlin (Oszillator, 1995).

## Diskografie
Mit Angel Dust
- 1988: To Dust You Will Decay

Mit Scanner
- 1989:  Terminal Earth

Mit Reactor
- 1995: Farewell to Reality

Mit C.O.E.
- 2000: Metal